# Col du Grand Bœuf
Le col du Grand Bœuf est un col de l'autoroute A7, dite aussi autoroute du soleil, à la limite des communes de Saint-Uze et Beausemblant (Drôme). Il est situé entre les villes de Vienne au nord et de Valence au sud (point kilométrique : du PK 31+950 au PK 42+200).

## Géographie
Ce col est situé entre les échangeurs autoroutiers de Chanas (no 12, au nord) et de Tain-l'Hermitage (no 13, au sud).
Il est un des principaux lieux de ralentissement sur la vallée du Rhône chaque année.

## Aménagements et sécurité routière
Le franchissement du col, inférieur à 400 mètres d'altitude, fut aménagé avec le remblai de la construction de l'autoroute, afin d'en réduire la déclivité et d'en faciliter le passage. L'autoroute y passe depuis sa construction en 1965. Les difficultés de franchissement de zones urbaines autour de Saint-Vallier ont contraint à faire passer l'autoroute à l'est du Rhône par la trouée nord-sud de Chavannes via le plateau du Chambarand, dans un ancien lit fluvial pliocène.
La pente y est très importante. Le Ministère de l'Écologie, de l'Énergie, du Développement durable et de l'Aménagement du territoire a demandé à la société Autoroutes du Sud de la France (ASF) l'interdiction de dépasser pour les poids lourds et caravanes sur certaines sections de l'autoroute A7, notamment avec une interdiction en permanence de part et d'autre du col du Grand-Bœuf.
C'est pourquoi les poids lourds n'ont pas le droit de doubler dans cette zone (longueur 9 km),.

## Environnement
Les cols de montagne sont des lieux importants en écologie du paysage, et donc pour la trame verte et bleue et le réseau écologique paneuropéen qui sont principalement fragmentés par les autoroutes (notamment quand ils sont engrillagés, ce qui est souvent le cas en France).
C'est pourquoi, sur la base d'études scientifiques (dont la cartographie des réseaux écologiques entreprise par la région Rhône-Alpes, finalisée en 2009), il a été décidé de construire un écoduc (ou écopont) au niveau du col du Grand Bœuf afin de permettre à la faune, flore et fonge de traverser l'A7, qui est à ce point une cause importante de fragmentation écologique du paysage, ce qui devrait aussi limiter le phénomène dit de roadkill (mortalité animale de mammifères dont chevreuils, genettes et chauve-souris, d'oiseaux (rapaces nocturnes notamment), reptiles, amphibiens, insectes, etc.) par collision avec les véhicules).
Cet écoduc repose sur une charpente métallique pesant environ de 90 tonnes, faite de 4 poutres de 36 mètres de long, posée de nuit (du 14 au 15 mai 2011, avec une interruption du trafic autoroutier une seule nuit de 21 h à 6 h). Cette charpente est posée sur un support de béton. Le tout pèse environ 1 000 tonnes.
Cet ouvrage restaure une continuité écologique importante, car ce col est un « carrefour biogéographique reliant les Alpes et l'Ardèche », jouant en quelque sorte un rôle de mesure compensatoire, mesure qui n'était pas obligatoire à l'époque de la construction (1967 pour la partie de l'autoroute qui concerne le col), c'est-à-dire avant la loi de 1976 qui impose des études d'impacts et mesures de conservation et compensation. Cette opération fait partie du Paquet vert que la société Autoroutes du Sud de la France doit mettre en œuvre, mais s'inscrit aussi dans les engagements de la France en faveur de la biodiversité et notamment dans le cadre de la Loi Grenelle 2. Durant les travaux, un contrôle externe sera réalisé par des écologues indépendants et le chantier sera suivi par un « chargé environnement ». La végétation sera structurée pour favoriser le franchissement par le plus grand nombre d’espèces possibles (forme du pont invitant les animaux à s'y engager, végétaux locaux appétant sur l'ouvrage et en périphérie, mares jouant un rôle de gué écologique (stepping zones pour les anglophones) pour les amphibiens et andain de pierres et de  souches et bois mort) le long de l'ouvrage pour offrir un milieu rassurant et protecteur à certains insectes, et aux petits mammifères et reptiles lors de leur traversée.
L'autorité environnementale et certains acteurs locaux ont exprimé des craintes quant au rôle que peut jouer ou que joue l'autoroute en matière de couloir pour les espèces invasives.
Concernant l'énergie, 6 éoliennes ont été installées sur le coteau dominant l'autoroute.
Cet aménagement pourrait très légèrement diminuer le bruit ambiant localement, ce qui est une demande qui avait exprimée dans le Comité de suivi A7 : par le groupe de travail « Environnement-aménagement ».